# Mola del Boix (la Sénia)
La Mola del Boix és una muntanya de 1.222 metres que es troba entre els municipis de Mas de Barberans i la Sénia, a la comarca del Montsià.